# I'm Not Your Toy
«I'm Not Your Toy» es una canción del dúo británico La Roux, compuesta por Elly Jackson y Ben Langmaid y producida por este último. Está incluida en su álbum debut homónimo La Roux (2009). La compañía discográfica Polydor Records la publicó como el cuarto sencillo del disco el 27 de septiembre de 2009 para descarga digital y 28 del mismo mes para CD y 12". Está disponible en CD, 12" y formato digital, e incluye dos remezclas de Jack Beats y DatA.
Recibió reseñas variadas de los críticos de la música, sin embargo, se ubicó en la posición cuarenta y uno de las «50 mejores canciones de 2009». El sencillo obtuvo una recepción comercial baja, pues alcanzó los treinta mejores del 2009 en las listas Ultratop 30 Dance y UK Singles Chart de Bélgica y Reino Unido, respectivamente, y los puestos setenta y nueve y catorce del conteo de 2010 de Australia y Bélgica, respectivamente. Su vídeo musical fue dirigido por AlexandLiane.

## Recepción

### Crítica
«I'm Not Your Toy» obtuvo reseñas variadas de parte de los críticos. David Balls de Digital Spy —quién había dado a «In for the Kill y «Bulletproof» cinco estrellas— le dio dos estrellas, y comentó: «ni tan encantador como su avance, ni tan instantáneamente pegadizo como su reciente lista de ventas; "I'm Not Your Toy" es un esfuerzo perseverante y desechable que carece de magia y luz». Además, añadió que la elección de la canción como sencillo era como «una oportunidad perdida», ya que «el disco ofrece más profundidad y variedad de lo esperado». Sin embargo, Luke Turner de la NME escribió que «la canción de Calipso golpea sin duda con la de Lily Allen enfrentándose con La Roux en los conciertos teloneros». La revista colocó posteriormente al tema en el puesto número cuarenta y uno de la lista de las «50 mejores canciones de 2009», más lejos el comentario de que «la voz de Elly nunca incorporó la angustia en forma brusca».

### Comercial
«I'm Not Your Toy» obtuvo una recepción comercial baja respecto a sus anteriores sencillos. Debutó en el puesto noventa y uno de la lista oficial del Reino Unido, el 26 de septiembre de 2009. Luego de dos semanas, alcanzó la máxima posición de la lista, en el puesto veintisiete. En la lista Ultratop 50 Dance de la región Flamenca de Bélgica, debutó y alcanzó el puesto número siete, el 17 de octubre de 2009. Al año siguiente, en la región Flamenca, el sencillo alcanzó la posición catorce del conteo Ultratop 50 en la edición del 9 de enero de 2010. Sin embargo, en Australia, debutó y ocupó la posición setenta y nueve, en la semana del 5 de abril de 2010.

## Vídeo musical
El vídeo, dirigido por AlexandLiane, es un complejo futurista de spa con plantas tropicales y frutas alrededor de una piscina. El vídeo muestra a Jackson sentada en un trono, mirando un alter ego de sí misma interpretando la canción. Poco a poco su música atrae a una gran audiencia de todas las edades. Originalmente se los ve con expresiones escépticas sobre sus rostros, pero empiezan a disfrutar del ritmo de la canción. Sabiendo que los espectadores están contentos, Jackson se relaja y disfruta cantando junto a cuatro bailarinas. Jackson vuelve a mirar otra habitación, donde varias personas de la escena anterior y otros colocan las gafas de sol que parecen estar tocando la música. La gente entonces empieza a bailar, mientras que dos niños ven con más escepticismo. La escena cambia de nuevo a la ubicación del spa, donde todo el grupo está bailando y riendo.

## Lista de canciones
| Sencillo en CD lanzado en Reino Unido |                                       |          |  |
| N.º                                   | Título                                | Duración |  |
| 1.                                    | «I'm Not Your Toy»                    | 3:19     |  |
| 2.                                    | «I'm Not Your Toy» (Jack Beats Remix) | 5:37     |  |
| 3.                                    | «I'm Not Your Toy» (DatA Remix)       | 5:16     |  |

| Sencillo de 12" lanzado en Reino Unido |                                       |          |  |
| N.º                                    | Título                                | Duración |  |
| 1.                                     | «I'm Not Your Toy»                    | 3:19     |  |
| 2.                                     | «I'm Not Your Toy» (Jack Beats Remix) | 5:37     |  |
| 3.                                     | «I'm Not Your Toy» (DatA Remix)       | 5:16     |  |

| EP de iTunes |                                       |          |  |
| N.º          | Título                                | Duración |  |
| 1.           | «I'm Not Your Toy»                    | 3:19     |  |
| 2.           | «I'm Not Your Toy» (Jack Beats Remix) | 5:37     |  |
| 3.           | «I'm Not Your Toy» (DatA Remix)       | 5:16     |  |
| 4.           | «I'm Not Your Toy» (Nero Remix)       | 5:34     |  |

## Listas de popularidad

### Semanales
| País (Lista 2009)                       | Mejor posición |
| --------------------------------------- | -------------- |
| Bélgica (Flandes) (Ultratop 30 Dance)   | 7              |
| Reino Unido                             | 27             |
| País (Lista 2010)                       | Mejor posición |
| Bélgica (Flandes) (Ultratop 50 Singles) | 14             |
| Australia                               | 79             |

## Historial de lanzamientos
| País        | Fecha                    | Discográfica    | Formato              |
| ----------- | ------------------------ | --------------- | -------------------- |
| Reino Unido | 27 de septiembre de 2009 | Polydor Records | Descarga digital     |
| Reino Unido | 28 de septiembre de 2009 | Polydor Records | Sencillo en CD y 12" |